# الأسرة (مسلسل تلفزيوني)
عائليًا أو الأسرة هو مسلسل تلفزيوني فرنسي يُبث منذ 25 يونيو (جوان) 2012، كان يبث بداية على القناة الفرنسية إم 6 -M6- ، مواضيعه تدور حول يوميات الأسرة «كرفليك» -Le Kervelec-

## ملخص
يحكي هذا المسلسل قصة حياة ويوميات الأسرة كرفيلك Kervelec. يتمثل في سلسلة من المشاهد التي تبين العلاقات الأسرية بين الأجيال. فيها تظهر علاقة كل من شخصيات المسلسل مع باقي أفراد العائلة.

## ورقة البيانات الفنية
- العنوان الأصلي : En famille
- إنشاء : فلورنسا لوفارد، آلن كابوف
- إخراج : ماكسيم بوتيراه، لوك صونزونييه، إيمانويل سابولسكي، كليمون ميشال، فارانت سوجيان، ماري-هيلين قبطي، أوليفييه دوران، جان باتيست بوبو، وآخرون
- الموسيقى : دومينيك غريمالدي
- إنتاج : كابو للإنتاج
- شركات التوزيع :
- بلد المنشأ :  فرنسا
- النوع : كوميدي

### الشخصيات الرئيسية
- إيف بينيو : جاك لو كيرفيلك
- ماري فنسنت : بريجيت لو كيرفيلك
- جين سافاري : مارجوري لو كيرفيلك
- تشارلي برونو : روكسان لو كيرفيلك
- طارق بودالي : قادر بن غزيرة (الفصول من 1 إلى 7)
- أكسل هويت : أنطوان بويلو
- لوسي بورديو : كلوي بويو
- يلان ويانيس كبي (الفصول من 1 إلى 3) / نوح وتوم زابو (الفصول من 4 إلى 7) / أنزو وإيروان داجاد (الموسم 8) : هوغو ودييغو بن غزويرا لو كيرفيلك
- بينوا موريت : سيباستيان (المواسم المتكررة من 2 إلى 7 - الموسم الرئيسي 8)
- أوليفر ماج : جان بيير إسكورو، مدرب أنطوان للرجبي وصديق مارجوري منذ الموسم الثامن (الفصول المتكررة من 1 إلى 7 - الموسم الرئيسي 8)
- ماري بيير كيسي : تاتا لوسيان (منذ الموسم السابع)
- فولناي (المواسم 1 و 2) / بوردي (المواسم 3 إلى 7) / اللقم (الموسم 8) : الشرانق

## وصلات خارجية
- الأسرة (مسلسل تلفزيوني) على موقع IMDb (الإنجليزية)
- الأسرة (مسلسل تلفزيوني) على موقع كينوبويسك (الروسية)
- الأسرة (مسلسل تلفزيوني) على موقع ألو سيني (الفرنسية)
- الأسرة (مسلسل تلفزيوني) على موقع قاعدة بيانات الفيلم (الإنجليزية)

1. ↑  Internet Movie Database (بالإنجليزية), QID:Q37312